# Stoßband
Als Stoßband bezeichnet man ein starkes Band, welches am unteren Ende der Hosenbeine von innen eingenäht wird, um zu vermeiden, dass die Hosenkante durch Reibung auf den Schuhen ausfranst. Manche Hosen haben solche Bänder bereits eingenäht, bei Bedarf jedoch kann solch ein Band nachträglich angenäht werden. Sie bestehen zumeist aus Polyester. Stoßbänder werden jedoch auch aus anderen Materialien hergestellt, etwa aus Aluminium. Sie werden zum Verstärken von verschiedenen Kanten, zum Beispiel bei Strandkörben verwendet.